# タワー (お笑いコンビ)
タワーは、フリーで活動する日本のお笑いコンビ。

## メンバー
ちん（ちん、1998年4月6日 - ）（27歳）
ツッコミ、ネタ作成担当。
- 岩手県一関市出身。
- 岩手県立一関工業高等学校卒業。
- 普通自動車免許、電子機器組み立て3級の資格を持っている。
- 趣味は格闘技、読書。
- 特技はボクシング、健身球。
- ワタナベコメディスクール29期生。

ヒサダ（ひさだ、2000年3月22日 - ）（25歳）
ボケ担当。
- 滋賀県近江八幡市出身。
- 滋賀県立八日市南高等学校卒業。
- 普通自動車免許AT、造園技能検定2級、トレース技能検定2級、花検定4級の資格を持っている。
- 趣味は野球、筋トレ、お香、ファッション、吉田拓郎。
- 特技は他人の服などの匂いの嗅ぎ分け。
- 長髪。
- ワタナベコメディスクール32期生。

## 来歴
二人は同じ養成所（ワタナベコメディスクール）の出身だが、期が異なるため当時は接点が無かった。養成所卒業後は両者ともソニー・ミュージックアーティスツに所属し、そこで知り合う。同所を退所後、ちんがヒサダに声を掛けて2022年にコンビを結成。2023年4月、浅井企画に所属となったことが同所のホームページにて発表される。2024年12月、浅井企画を退所したことをちんがXにて報告。以降は事務所に所属せず、フリーとして活動している。

## 単独ライブ
- タワー第一回単独ライブ「楽しみサンダーファンクラブ！」（2025年8月6日）[6]